# Micro-région de Tamási
La micro-région de Tamási (en hongrois : tamási kistérség) est une micro-région statistique hongroise rassemblant plusieurs localités autour de Tamási.